# 达里娅·比洛季德
达里娅·根纳季耶芙娜·比洛季德（羅馬化：Daria Hennadiivna Bilodid；2000年10月10日—），乌克兰女子柔道运动员，主攻48公斤级。达里娅的父亲根纳季·比洛季德曾获得2005年世界柔道锦标赛铜牌。根纳季和妻子斯韦特兰娜原本并没有让女儿从事柔道的想法，两人希望她成为艺术体操选手，后来达里娅看到父母在道场中训练后，便开始对柔道感兴趣并接触了这项运动。
2018年9月，达里娅参加世界柔道锦标赛，获得女子48公斤级的冠军，以17岁345天之龄成为历史上最年轻的柔道世锦赛冠军得主。
达里娅以其美丽的容貌而出名，她也因此被一些公司邀请担任模特，然而她拒绝了这些邀请，希望将精力集中在柔道上。

## 外部連結
- 达里娅·比洛季德的Instagram帳戶